# Esqui-alpinismo

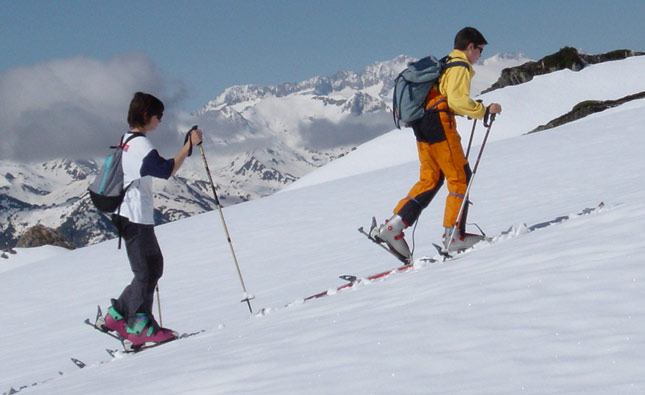
Esqui-alpinistas na subindo, e com o calcanhar livre

O Esqui alpinismo é uma modalidade na qual se percorres longas distâncias a esqui, e praticado em percursos de montanha não preparados e assim mais próxima da natureza, pois que utilizam esquis equipados com a pele de foca na subida, para depois descer as encostas com um tipo de esquis alpinos  (ver imagem).

## Material
Sem qualquer meio mecânico de subida o material é, a nível da fixação do esqui, uma mistura entre o esqui de fundo e de esqui de pista pois que na subida o calcanhar se pode libertar da fixação e só se manter preso pela parte frontal (ver imagem), enquanto que se meteu a pele de foca na sola do esqui para ajudar a subida.
Na descida prende-se o calcanhar da bota à fixação e desce-se como se faria com um "vulgar" esqui de pista.
A bota em si também é ligeiramente diferente pois que a parte superior pode ser aberta na subida para permitir que a perna se possa mover dentro da bota, permitindo um movimento de marcha, ou ser fechada para se obter a rigidez de uma bota de esqui de pista. 

## Histórico
Este esporte de inverno foi criado em Turim, pelo Norte-Americano Adolfo Kind, que havia saído de sua terra natal e se mudado para a capital da região do Piemonte. Uma vez em Turim, vivendo aos pés dos Alpes, Adolfo Kind costumava explorar a montanha por meio do alpinismo e descia as montanhas fazendo uso de esquis, que ele mesmo fabricava.
Com o tempo, a prática iniciada por Adolfo Kind foi tornando-se popular entre os moradores locais. A divulgação dessas novas técnicas, alterou os métodos de quem atravessava a fronteira ilegalmente a pé, ato que passou a ser realizado mediante a utilização de esquis. Em muitos trechos, deslizar sobre a neve era mais rápido e mais seguro do que utilizar os pés e correr o risco de ser surpreendido pelas fendas cobertas pelo gelo. Desse modo nasceu o esporte atualmente conhecido como esqui-alpinismo.
Em dezembro de 1901, vinte e nove  alpinistas e esquiadores, liderados por Adolfo Kind, fundaram o Ski Club de Turim, a primeira associação organizada de praticantes de esqui-alpinismo. Em 1906 esta associação foi a responsável pela organização do primeiro curso relacionado a este esporte, atraindo diversos interessados em aprender novas técnicas de deslocamento em terrenos cobertos pela neve. A partir desse momento, a popularidade do esporte foi ganhando intensidade, de modo que atualmente, trata-se de uma das mais praticadas técnicas de esqui existentes 
.